# Норвіч Сіті
Но́рвіч Сі́ті (англ. Norwich City Football Club) — англійський футбольний клуб із міста Норвіч, заснований 1902 року. Традиційні кольори клубу — жовто-зелені, звідси й походить їх прізвисько — «канарки» (Canaries). На клубній емблемі зображена канарка, що стоїть верхи на м'ячі. З 1935 року проводить матчі на стадіоні «Керроу Роуд». Володар Кубка Ліги 1962 і 1985. Принциповим суперником «Норвіча» вважається «Іпсвіч Таун», матчі проти якого зокрема, відомі як «Дербі Східної Англії».

## Історія
Клуб був утворений 17 червня 1902 року, майбутніми гравцями команди в кафе «Критеріон». Свої перші матчі клуб спочатку грав на «Ньюмаркет Роуд». 20 вересня 1902 року «Норвіч» зіграв свою першу гру, поступившись у матчі Кубка Англії з розгромним рахунком 0:5.
У 1908 році клуб переїхав на нову арену на «Розарі Роуд», яка стала відомою, як «Нест» (гніздо). До 1930-х років діючий стадіону не мав можливості вмістити зростаючий натовп уболівальників, а тому в 1935 році клуб переїхав на свій нинішній стадіон — «Керроу Роуд«, на якому вони грають до цього часу.
Майже 3 роки команда грала на аматорському рівні, поки в 1905 році клуб не отримав статус професійної команди, завдяки перемозі лізі.
Одним з найбільших досягнень клубу був його вихід у півфінал Кубка Англії в сезоні 1958/59 як команди третього дивізіону, яка завдала поразки командам першого дивізіону «МЮ» і «Тоттенгему».
У 1972 році при менеджері Роні Сандерсі, «Норвіч» вийшов у перший дивізіон вперше у своїй історії.
Клуб виграв Кубок Ліги на стадіоні Уемблі в 1985 році, з менеджером Кеном Брауном, перемігши «Сандерленд» 1:0, після тріумфу в півфіналі над своїми найближчими сусідами і тяжкими суперниками, «Іпсвіч Таун».
У березні 1985 року, незабаром після тріумфу в Кубку Ліги, «Норвіч» був переведений в нижчу лігу, і їм також було відмовлено у виході до Європи через заборону на участь англійських клубів в євротурнірах після катастрофи на стадіоні Ейзель. Вони відразу піднялися наверх, вигравши чемпіонат другого дивізіону в сезоні 1985/86. Високі місця в першому дивізіоні означали те, що клуб двічі отримував право протягом 80-х років на місце в Кубку УЄФА, але заборона на англійські клуби залишалась.
У 1992/93, першому сезоні англійської Прем'єр-ліги, «Норвіч» лідирував у лізі більшу частину сезону до тих пір, поки він не спіткнувся наприкінці гри, і опустився на третє місце після чемпіонів «МЮ» і «Астон Вілли». На наступний сезон «Норвіч» зіграв у перший раз в Кубку UEFA, перемігши «Вітесс» (Арнхем) з Нідерландів і «Баварію (Мюнхен)» з Німеччини, але програв міланському «Інтеру» 2:0 за сумою двох матчів.
Майк Вокер, менеджер, пішов з «Норвіча» у січні 1994 року, щоб очолити «Евертон», звідки він буде звільнений менш, ніж через рік. Його замінив 36-річний тренер першої команди Джон Діхан, якому допомагав 34-річний півзахисник Гарі Мегсон. Норвіч закінчив сезон 1993/94 на 12му місці в Прем'єр-Лізі, а до кінця 1994 року він продав 21-річного нападника Кріса Саттона в «Блекберн» за, в той час рекордну суму, 5 млн фунтів стерлінгів.
До Різдва 1994 року «Норвіч» перебував на сьомому місці в Прем'єр-лізі і розраховував на місце в Кубку UEFA. Але клубу не пощастило, і він виграв тільки одну зі своїх 20 зустрічей Прем'єр-ліги, скотившись на 20те місце, і вилетів в нижчу лігу. До того як виліт був оформлений, Діхан пішов у відставку як менеджер, а його помічник узяв його обов'язки до кінця сезону.
Мартін О'Ніл, який підняв «Вікем» з Конференції в Дивізіон 1, був призначений менеджером «Норвіча» влітку 1995 року. Він пробув тут лише шість місяців, а потім переїхав в «Лестер», і Гарі Мегсон був призначений менеджером «Норвіча» вдруге за вісім місяців, на тимчасовій основі. Мегсон залишився біля керма до кінця сезону, а потім пішов. Голова Роберт Чейз також пішов, після протестів з боку вболівальників, які звинуватили його в продажу найкращих гравців клубу і в падінні в нижчу лігу. Справді, між 1992 і 1996 роками «Норвіч» продав ключових гравців, таких як Роберт Флек, Джеремі Госс, Кріс Саттон, Тім Шервуд, Ефан Екоку і Марк Боуен. Через чотири сезону після того, як вони вийшли на третє місце в Прем'єр-лізі і розгромили «Баварію» в Кубку УЄФА, «Норвіч» завершив сезон на 15му місці в Дивізіоні 1.
Кулінар ТБ Делія Сміт і її чоловік Майкл Він-Джонс викупили більшу частину акцій «Норвіч Сіті», і Майк Вокер був знову призначений менеджером клубу. Але він не зміг повторити успіх, досягнутий ним під час його першого терміну перебування в клубі, і пішов через два сезони, залишивши «Норвіч» десь в середині Дивізіону 1. Його послідовник Брюс Ріох пробув два сезони і пішов влітку 2000 року, досягнувши певного просування. Послідовник Ріоха Брайан Гамільтон пробув на своїй роботі шість місяців, поступившись дорогою своєму помічникові Найджелові Уортінгтону.

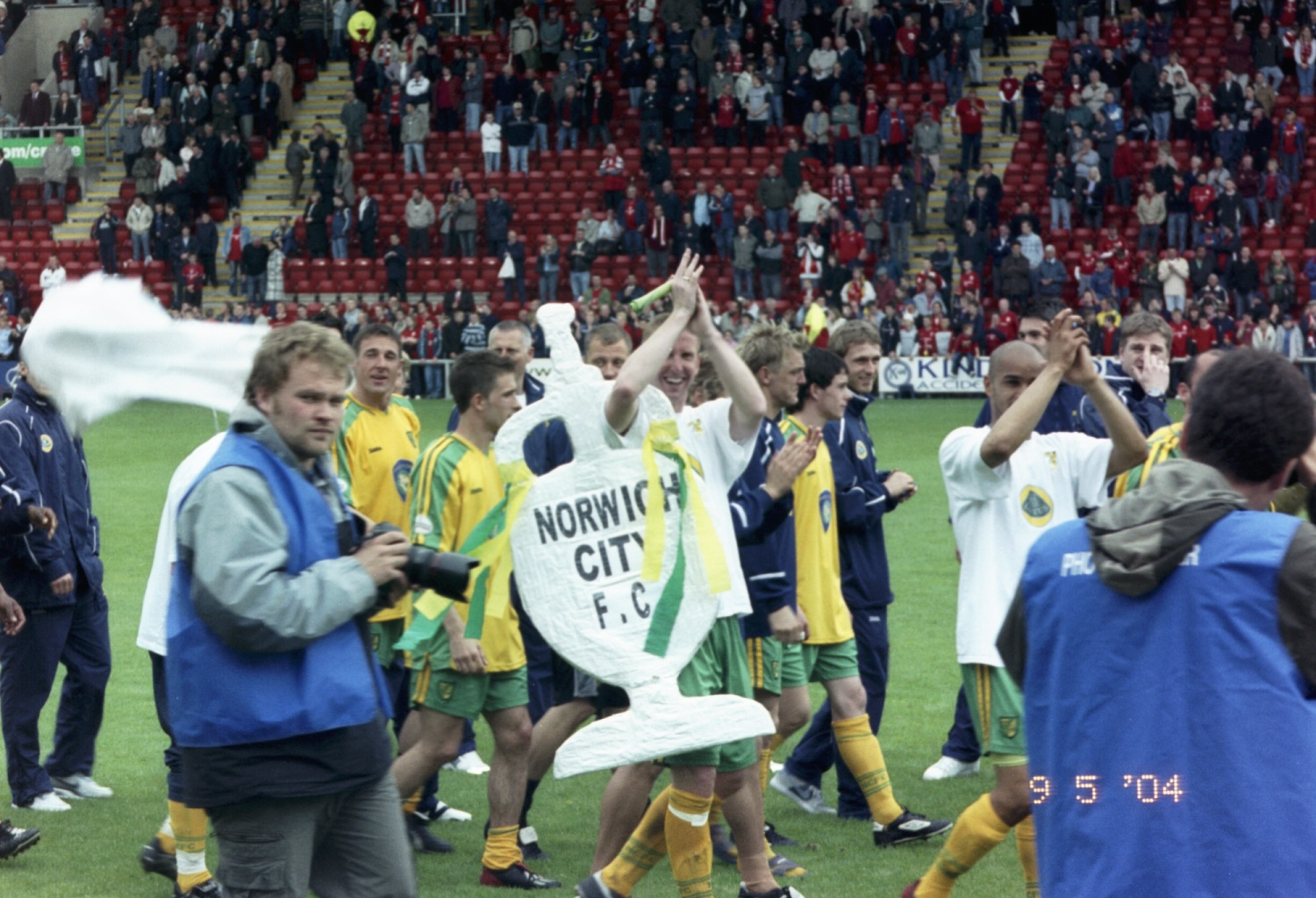
Гравці «Сіті» святкують перемогу у Чемпіошипі, 2004 рік.

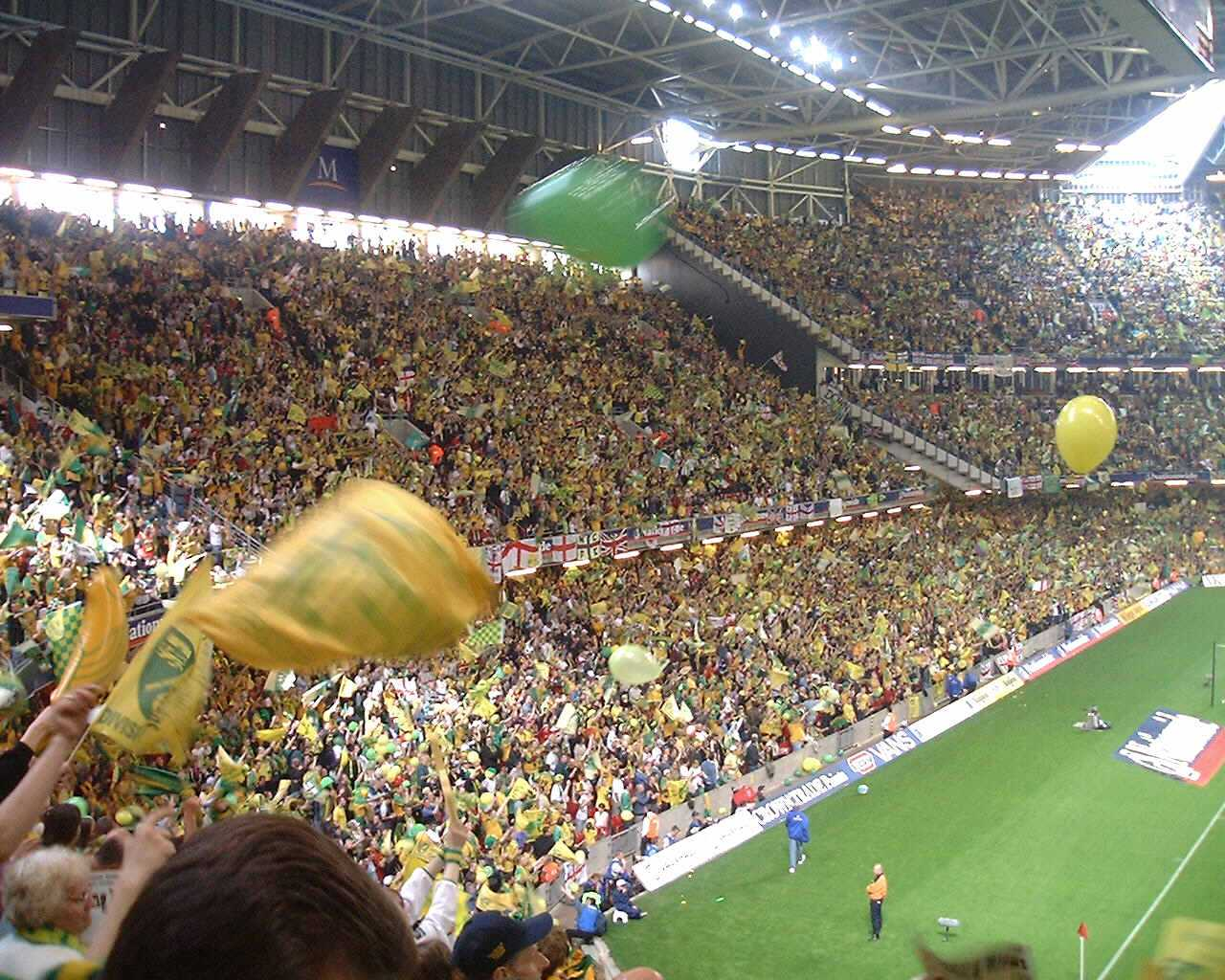
Фани «Норвіч Сіті» у Кардіффі, фінал плей-офф, 2002 рік.

Коли Найджел Уортінгтон приступив до роботи менеджера в у січні 2001 року, клуб був на 20 м місці в Дивізіоні 1, і був у небезпеці скотитися на дно ліги вперше з 1960х років. Але через 18 місяців «Норвіч» вийшов у фінал плей-офф Дивізіону 1, і тільки поразка по пенальті завадила їм добитися виходу у Прем'єр-лігу. «Норвіч» пропустив плей-офф у 2002/03, але став чемпіоном в сезоні 2003/04. Після дев'яти років і шести менеджерів, Норвіч Сіті повернувся до еліти англійського футболу.
У січні 2005 року «Норвіч» побив свій трансферний рекорд, коли Дін Аштон був куплений у «Крю Александра» за 3 млн фунтів стерлінгів. Це підвищувало шанси команди на виживання.
Поле 31 туру шанси «канарок» на порятунок здавалися нульовими. Але 4 перемоги в 6 матчах зробили свою справу, і «Норвіч» вибрався із зони вильоту. Для виживання достатньо було обіграти ні на що не претендуючий «Фулгем», але поразка 0:6 оформило виліт «канарок» з 19 позиції.
Наступні чотири сезони стали мукою для «Норвіча». Команда застрягла в болоті Чемпіонату, і непогані ігрові проміжки, як було на початку сезону 2006/07 або в січні — лютому 2008го, чергувалися з провалами зразка осені 2007го.
Сезон 2008/09 підвів риску під останніми невдалими роками для «Норвіча» — клуб вилетів з Чемпіонату з 22 позиції.
В сезоні 2014—2015 років Норвіч, після річної відсутності в Прем'єр Лізі, повернувся до вищого дивізіону вигравши плей-офф Чемпіонату у Мідлсбро.

## Трофеї та досягнення
Прем'єр-Ліга
3 місце: 1993
Чемпіоншип
1 місце: 1972, 1986, 2004, 2019
2 місце: 2011
3 місце: 1975, 1982
Плей-оф: 2015 (переможець), 2002 (фіналіст)
Перша футбольна ліга
2 місце: 1960
Кубок Ліги
Переможець: 1962, 1985
Фіналіст: 1973, 1975